# Вендотбергет
Вендотбергет (швед. Vändåtberget) — природный заповедник в Швеции, расположенный в 50 км северо-западнее города Эрншёльдсвик. Основан в 1989 году. Имеет площадь 3,45 км2.
Лес в этом районе очень мало пострадал от вырубки и другой деятельности человека, отчасти из-за отсутствия возможности сплава древесины. Преобладают заболоченные хвойные леса: сосновые и еловые, а также смешанные из березы, ивы и осины. Доминирующим типом леса являются черничники. В естественных лесах с большим количеством старовозрастных и отмирающих деревьев и на пройденных пожарами территориях гнездятся дятлы и другие дуплогнездники, они являются также убежищем для ряда интересных видов животных и растений, для жизни которых требуется гнилая древесина.

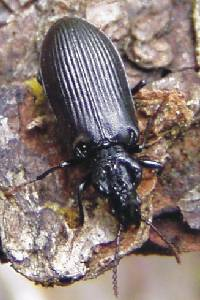
Еловый трухляк

Так, в старых лесах «Вендот» (швед. Vändåt) водится жук еловый трухляк (Pytho kolwensis), находящийся под угрозой вымирания. Также в заповеднике проживают усачи Nothorhina muricata.
Происхождение названия «Вендот» — неизвестно.